# 浅賀長兵衛

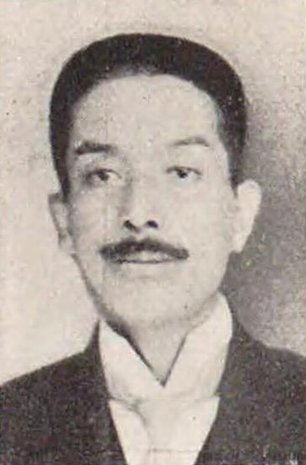
浅賀長兵衛

浅賀 長兵衛（あさか ちょうべえ、1883年（明治16年）7月30日 - 1945年（昭和20年）4月13日）は、日本の衆議院議員（憲政会→立憲民政党）。弁護士。

## 経歴
東京府北豊島郡滝野川村（現在の東京都北区）出身。第一高等学校を経て、1910年（明治43年）に東京帝国大学法科大学独法科を卒業し、弁護士を開業した。滝野川町会議員、北豊島郡会議員、東京府会議員、同参事会員に選出された。
1920年（大正9年）、第14回衆議院議員総選挙に出馬し、当選。第15回衆議院議員総選挙でも再選を果たした。
その他に帝国種苗殖産株式会社取締役を務めた。
日本福祉大学教授でソーシャルワーカーの浅賀ふさは妻。